# Mindestlohndokumentationspflichten-Verordnung
Die Mindestlohndokumentationspflichten-Verordnung (MiLoDokV) beschränkt die Dokumentations- und Meldepflichten aus dem deutschen Mindestlohngesetz auf Arbeitnehmer, deren verstetigtes regelmäßiges Monatsentgelt höchstens brutto 2 958 Euro beträgt.
Nach § 17 Abs. 1 und 2 Mindestlohngesetz müssen Arbeitgeber der Branchen, die in § 2a Schwarzarbeitsbekämpfungsgesetz genannt sind, oder Arbeitgeber, die geringfügig Beschäftigte beschäftigen, Beginn, Ende und Dauer der täglichen Arbeitszeit der Arbeitnehmer innerhalb einer Woche aufzeichnen und diese Aufzeichnungen mindestens zwei Jahre aufbewahren. Diese Dokumentationspflicht entfällt nach der MiLoDokV hinsichtlich der Arbeitszeiten derjenigen Arbeitnehmer, die mehr als 2 958 Euro monatlich verdienen. Das gilt allerdings nur dann, wenn für diese Arbeitnehmer alle Arbeitszeiten aufgezeichnet werden, die über acht Stunden werktäglich hinausgehen.
Unberührt bleibt die Pflicht aller Arbeitgeber, die Arbeitszeiten von geringfügig beschäftigten Arbeitnehmern zu dokumentieren.
Auch die Pflicht ausländischer Arbeitgeber sowie Leiharbeitgeber nach § 16 Mindestlohngesetz, der Bundesfinanzdirektion West zu melden, wenn sie Arbeitnehmer in Deutschland in den in § 2a Schwarzarbeitsbekämpfungsgesetz genannten Branchen beschäftigten bzw. an Arbeitgeber dieser Branchen Arbeitnehmer überlassen, und die Pflicht zu versichern, dass diesen Arbeitnehmern mindestens der Mindestlohn gezahlt wird, wird durch die MiLoDokV auf Arbeitnehmer beschränkt, die regelmäßig höchstens 2 985 Euro monatlich verdienen.
Die Entgeltgrenze der Arbeitnehmer, deren Arbeitszeiten zu dokumentieren sind, sollte zunächst 4 500 Euro betragen. Außerdem sollten die Einschränkung nur für Führungskräfte gelten. Dies wurde in Medien und Wirtschaft, so unter anderem vom Zentralverband des deutschen Handwerks (ZDH) als unzureichend kritisiert und eine Absenkung der Entgeltschwelle gefordert. Besonders kleine und mittlere Betriebe müssten von der zunehmenden Bürokratie entlastet werden. Selbst ein Mitarbeiter, der die in Ausnahmefällen gemäß Arbeitszeitgesetz mögliche maximale Arbeitszeit von 60 Stunden arbeite, erhalte mit dem Mindestlohn von 8,50 Euro nur ein Monatsgehalt von 2 210 Euro. Für Arbeitnehmer, die im Monat mehr verdienten, sei es faktisch unmöglich, den Mindestlohn zu unterschreiten; hier dürften keine zusätzlichen Dokumentationspflichten mit dem Mindestlohn begründet werden. Mit der Neufassung vom 29. Juli 2015 entfällt die Dokumentationspflicht daher auch, wenn der Arbeitgeber 2 000 Euro Monatsentgelt für die letzten vollen zwölf Monate nachweislich gezahlt hat.
2019 schlug die FDP im Rahmen eines Vorstoßes der CDU für ein Bürokratieentlastungsgesetz vor, die Sieben-Tage-Frist für die Aufzeichnung der Arbeitszeiten auf einen Monat zu verlängern und festzulegen, dass nicht mehr Anfangs- und Endzeitpunkt der Arbeit aufgezeichnet werden müssten, sondern nur noch die Dauer der Arbeitszeit. Zudem sollen weniger Arbeitnehmer unter die „verschärfte Dokumentationspflicht“ fallen: Die Einkommensgrenzen seien zu erhöhen und für Arbeitnehmer, deren Arbeitsvertrag die wöchentliche Arbeitszeit und einen ausreichend hohen Monatslohn festlegt, solle keine „verschärfte Dokumentationspflicht“ gelten, da sie ohnehin einen einklagbaren Anspruch auf vertragsgemäße Beschäftigung hätten und der Arbeitsvertrag als Dokumentationsbasis ausreiche.